# Славинская, Нина Анатольевна
Ни́на Анато́льевна Слави́нская (14 января 1924, Нижний Новгород — 22 июля 2014, там же) — советская театральная актриса.

## Биография
Родилась 14 января 1924 года в Нижнем Новгороде, в семье Анатолия Александровича и Полины Дмитриевны Славинских.
В школьном возрасте будущая актриса пела в хоре и посещала драмкружки, одним из которых руководил Борис Костин, актёр Горьковского театра драмы и заслуженный артист РСФСР. Окончив 9 классов 52-й школы, Славинская перешла на вечернее обучение. Изучала французский язык в Горьковском институте иностранных языков, параллельно принимая активное участие в самодеятельности и спектаклях под началом Костина.
В 1946 году Славинская по объявлению о наборе на театральные курсы поступила на актёрское отделение Горьковского театрального училища. Там она встретила будущего мужа, актёра Владимира Вихрова. Среди однокашников Славинской — Александр Белокринкин, Александр Палеес, Галина Дёмина, Гертруда Двойникова, Евгений Евстингеев, Леонид Белявский, Людмила Хитяева, Михаил Зимин, Михаил Мараш и другие. Десятилетия спустя актриса с теплотой вспоминала об этом времени: «У меня было четыре счастливых года в жизни. Вот эти четыре года — в училище. Они незабываемы».
В 1950 году Славинская устроилась в Горьковский театр юного зрителя по приглашению главного режиссёра Виктора Витальева. Оценив потенциал актрисы, Витальев предоставил ей роль практически в каждом спектакле. Одна из основных черт творческого образа Славинской — участие в выступлениях героико-патриотической, романтической тематики, но всеобщее признание ей принесла главная женская роль в постановке «Ромео и Джульетта».
С 1956 года на протяжении четырёх лет Славинская вместе с Вихровым выступала в Горьковском театре комедии, а затем вернулась в Театр юного зрителя, где проработала до 1989 года.
Скончалась 22 июля 2014 года, пережив мужа на 9 лет и сына на 4 года. Похоронена два дня спустя в 13 квартале Бугровского кладбища рядом с родителями. Её эпитафия гласит: «Но, доживи твой сын до этих дней, жила б ты в нём…».

### Семья
- Отец — Анатолий Славинский (1899—1981), военнослужащий[1].
- Мать — Полина Славинская (1902—1991).
- Муж — Владимир Вихров (1926—2005), актёр и директор Театра драмы имени М. Горького, руководитель Нижегородского отделения Союза театральных деятелей, народный артист РСФСР; по словам Славинской, «прожив с ним долгие годы, она многому научилась» и «они всегда поддерживали друг друга, что бы ни случилось»[11].
  - Сын — Владимир Вихров (1954—2010), актёр театра, кино и озвучивания, артист театра Вахтангова.

## Театральные работы

### Горьковский театр юного зрителя
- «Крошка Доррит» по Диккенcу
- «Гимназисты» Тренёва
- «Заводские ребята» Шура
- «Её друзья» Розова
- «Ромео и Джульетта» Шекспира — Джульетта
- «Золушка» Перро — злая колдунья
- «Как закалялась сталь» по Островскому
- «Город на заре» Арбузова